# Pyrenäen-Eiche

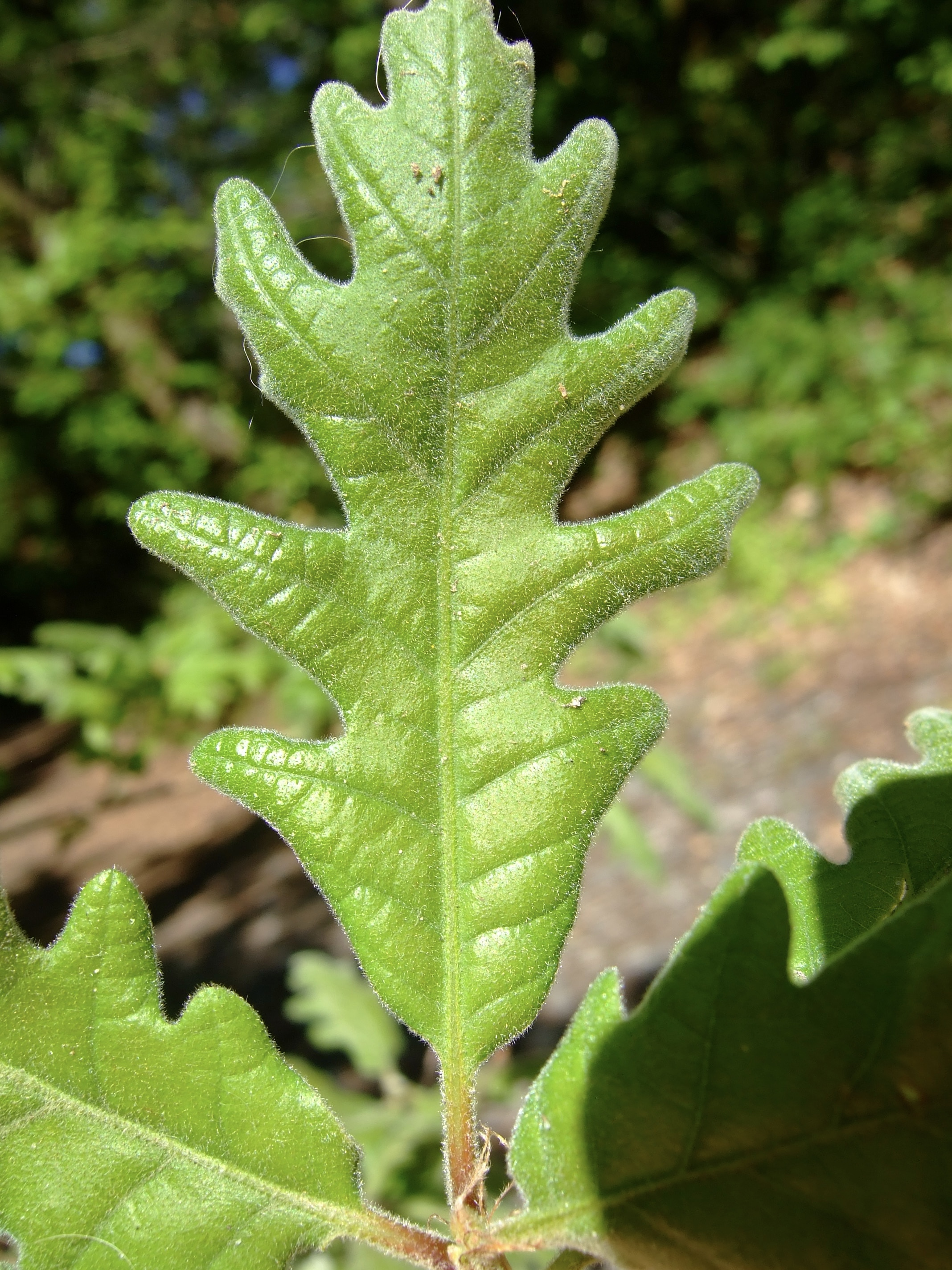
Blatt

Die Pyrenäen-Eiche (Quercus pyrenaica) ist eine Pflanzenart aus der Familie der Buchengewächse (Fagaceae). Sie kommt im westlichen Mittelmeerraum vor. Quercus pyrenaica wurde 1805 von Carl Ludwig Willdenow, in Sp. Pl., 4, S. 451 erstbeschrieben.

## Beschreibung
Die im Frühling laubabwerfende Pyrenäen-Eiche hat einen aufrechten Stamm und bildet eine breite Krone. Ein Teil der Wurzeln wächst flach unter der Bodenoberfläche und kann austreiben.
Die dicke Rinde ist grau-braun und rissig bis furchig.
Sie erreicht nur selten eine Höhe von mehr als 25 Metern und wächst oft in Strauchform. Der Stammdurchmesser erreicht bis über 80 Zentimeter, selten bis über 1,3 Meter. Die Bestände der Pyrenäen-Eiche werden im Mittel alle 8 bis 12 Jahre als Brennholz geschlagen. Die Pyrenäen-Eiche bildet nach dem Einschlag zahlreiche Stockausschläge, wodurch ein dichtes Gebüsch entstehen kann.
Die wechselständigen und kurz gestielten Laubblätter sind in Blattstiel und -spreite gegliedert. Der dicht behaarte Blattstiel weist eine Länge von 8 bis 10 mm auf. An der Basis sind die gelappten bis geteilten und stumpfen bis spitzen, verkehrt-eiförmigen bis elliptischen, länglichen Blätter teilweise geöhrt bzw. leicht herzförmig, zum Stiel hin verjüngt sich die Spreite keilförmig. Die Lappen sind abgerundet bis stumpf oder gestutzt. Die Blattspreite ist grau-grün und auf beiden Seiten fein weich behaart. Die Blätter sind etwa 13 bis 15 cm lang und 9 cm breit, auf jeder Seite der Blattspreite sind sechs Lappen erkennbar. Die mittleren Lappen sind etwa 2 cm breit. Die behaarte Blattunterseite erscheint aschgrau, die kahle Oberseite grün. Abgestorbene Blätter bleiben am Baum, bis im Frühjahr die neuen Blätter austreiben.
Die Pyrenäen-Eiche ist, wie alle Eichen-Arten, einhäusig getrenntgeschlechtig (monözisch). Die gelblichen, auffällig herabhängenden männlichen Blütenstände erscheinen erst Ende Juni.
Die Chromosomenzahl beträgt 2n = 24.

## Verbreitung
Die Pyrenäen-Eiche kommt in Westfrankreich, Marokko, Portugal und Spanien vor.
Im Nordwesten der Iberischen Halbinsel ist sie sehr verbreitet, in den anderen Landesteilen Spaniens beschränkt sich das Vorkommen auf einige Gebirgszüge. Trotz ihres Namens fehlt sie in den Pyrenäen.
Sie verträgt saure Böden auf Silikatgestein, Trockenheit und Kontinentalklima besser als andere Eichen.

## Nutzung
Da die Pyrenäen-Eiche leicht aus der Wurzel neu austreibt, eignet sie sich für die Niederwaldwirtschaft, wo sie Holz und Holzkohle von hervorragender Qualität liefert.
Im Frühjahr werden die neuen Triebe vom Weidevieh gefressen, was dazu beiträgt, das Zuwachsen von Dehesas zu verhindern.
In Parks und Arboreten wird gelegentlich die Pendula-Form der Pyrenäen-Eiche als Ziergehölz gepflanzt.

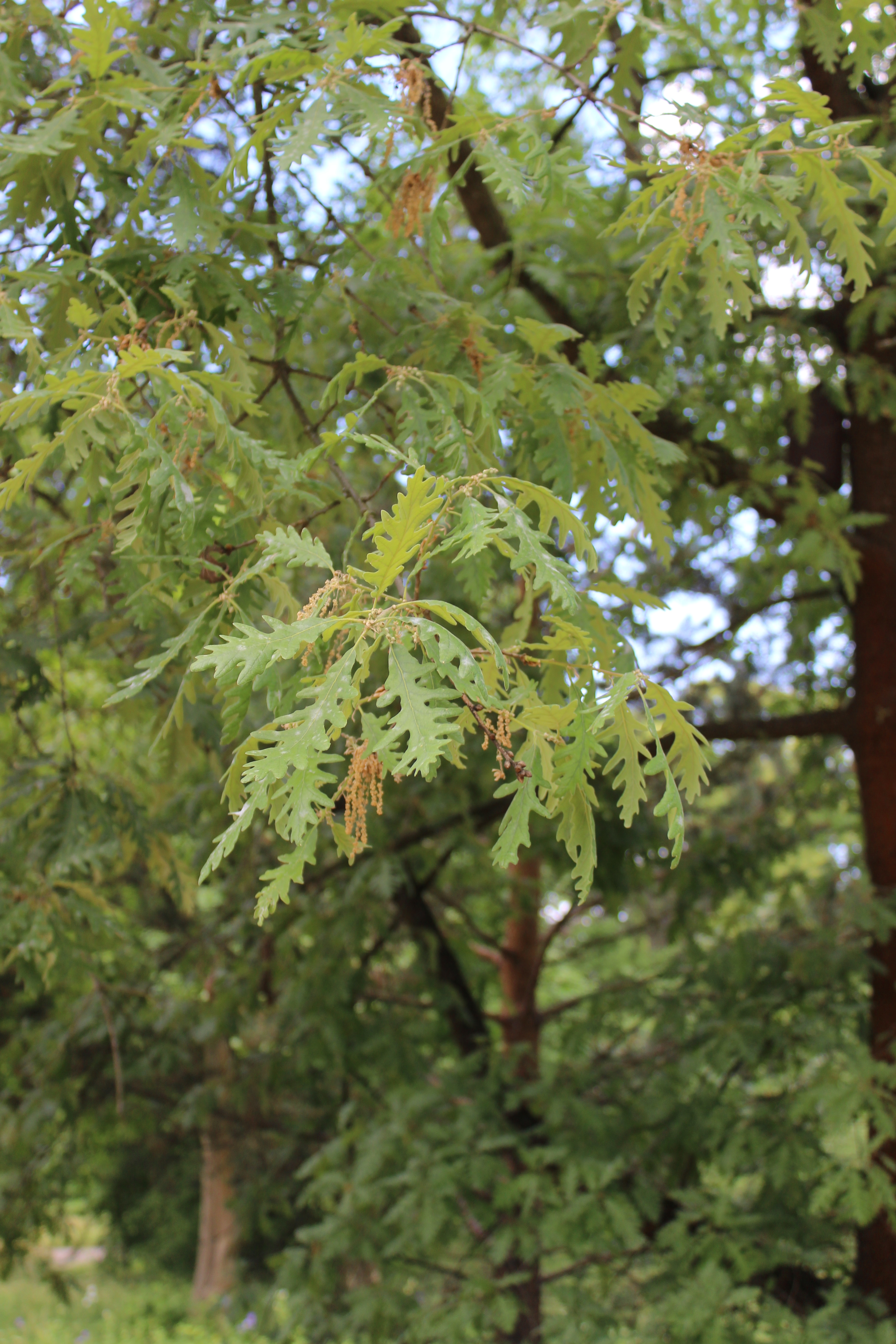
Blätter und hängende Kätzchen
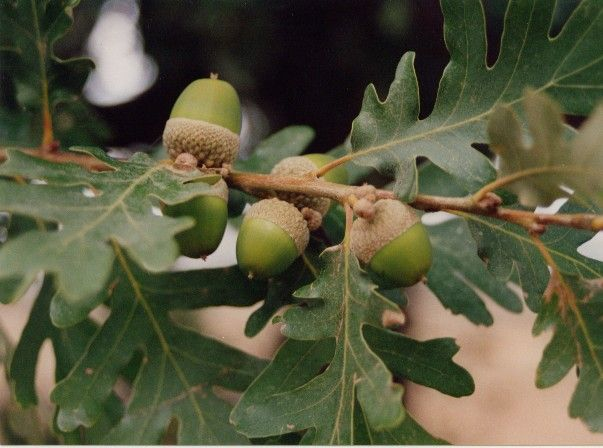
Eicheln der Pyrenäen-Eiche
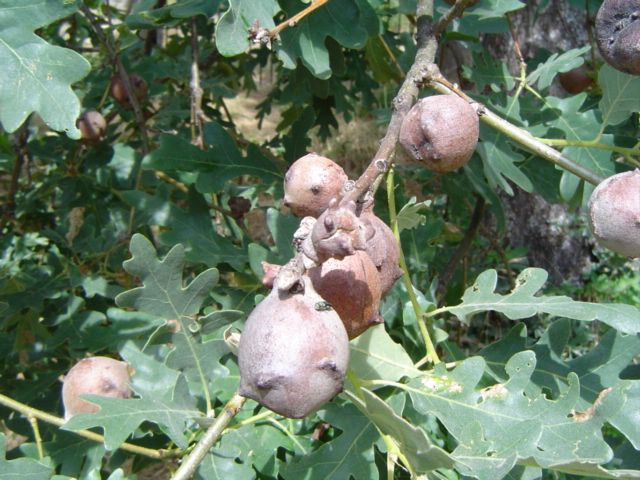
Galläpfel an der Pyrenäen-Eiche